# Barbourisia
Barbourisia is een monotypisch geslacht van straalvinnige vissen uit de familie van bamburisiden (Barbourisiidae). Het geslacht is voor het eerst wetenschappelijk beschreven in 1945 door Parr.

## Soort
- Barbourisia rufa Parr, 1945 – Rode walviskopvis